# Cellule principali
Le cellule principali - note anche come cellule delle ghiandole gastriche o cellule peptiche o cellule zimogene (o zimogeniche) o cellule adelomorfi o cellule scure - sono cellule facenti parte delle ghiandole gastriche insieme alle cellule mucose e alle cellule parietali.
Sono responsabili della secrezione del proenzima pepsinogeno che successivamente è convertito dall'ambiente acido gastrico in pepsina, enzima proteolitico capace di scindere specifici legami peptidici presenti nelle proteine. Secernono anche lipasi gastrica ed in età neonatale rennina.